# Dawn Hampton
Dawn Hampton (Middletown (Ohio), 1928 – 25 september 2016) was een Amerikaanse cabaret- en jazzmuzikante (zang, saxofoon), danseres en songwriter.

## Biografie
Dawn Hampton was afkomstig uit een muzikale familie en stond reeds vanaf kindsbeen op het podium. Haar vader Clark Deacon Hampton sr. leidde een familieband met zijn twaalf kinderen. De jongste was de trombonist Slide Hampton. In de tijd van hun vroege kindheid verliet de familie Hampton Dawns geboortestad, trok als Deacon Hampton and the Cotton Pickers door het land en trad op met ragtime, blues, dixieland en polka-nummers. Dawns familie vestigde zich daarna in 1938 in Indianapolis, waar de kinderen aan de McArthur School of Music een muzikale opleiding volgden.
Tijdens de Tweede Wereldoorlog formeerde Dawn en haar oudere zusters Carmalita, Aletra en Virtue de niet lang bestaande formatie The Hamptonians. Na het einde van de oorlog speelde ze in de jazzband van haar broer Clark 'Duke' Hampton alt- en tenorsaxofoon. Deze band speelde overwegend in het midwesten en in het zuiden van de Verenigde Staten. In 1950 trad ze ook op in de New Yorkse Carnegie Hall, in het Apollo Theater en in de Savoy Ballroom. Verder speelde ze als huisband in de Cotton Club in Cincinnati. Daarna trad ze met haar zusters op als The Hampton Sisters.
In 1958 verhuisde ze naar New York om daar een carrière te starten als cabaretzangeres en songwriter. Al spoedig na haar aankomst werkte ze mee aan de Off-Broadway-productie Greenwich Village, U.S.A., die een jaar lang gespeeld werd in het muziektheater Bon Soir. Er verscheen ook een album met muziek uit het stuk, dat songs met Dawn Hampton bevatte.
Begin jaren 1960 had ze een langere verbintenis als zangeres in de nachtclub Lions Den. Hoewel een beschadiging aan haar stembanden in 1964 een verdere zangcarrière aanvankelijk bedreigde, trad ze nog verdere twintig jaar op in New York als cabaretzangeres, weliswaar met een beperkt stemvolume. Ze werkte ook toenemend als songwriter. Zo schreef ze o.a. haar herkenningssong Life Is What You Make It. In 1972 had ze een gezamenlijk optreden met Bette Midler, Cab Calloway en Barry Manilow. Met Mark Nadler schreef ze in 1989 de opera Red Light in honky-tonk, die werd onderscheiden met de MAC Award van de cabaretvereniging. In 1992 trad ze op met Frankie Manning als danseres in Spike Lees film Malcolm X. Ze werkte onder andere met het Zweedse dansensemble Hot Shots en met de Herräng Dance Camp in New York, die zich vooral wijdden aan de dans lindyhop. Ze hield talrijke workshops binnen en buiten de Verenigde Staten en in 2001 in het Verenigd Koninkrijk.
Ter ere van haar tachtigste verjaardag werd door het ensemble Dance Manhattan een gala georganiseerd, waarbij ze fluitend en dansend optrad.

## Onderscheidingen
Hampton kreeg de Lifetime Achievement in Cabaret Award. In 1988 werd ze genomineerd voor de Distinguished Achievement Director and Composer Award van de Manhattan Association of Cabarets.